# Halle Secrétan
Halle Secrétan je krytá tržnice v Paříži. Nachází se v 19. obvodu mezi ulicemi Rue de Meaux, Rue Bouret, Rue Baste a Avenue Secrétan, kde je hlavní vstup, a po které dostala hala své jméno. Stavba je od roku 1982 chráněná jako historická památka.

## Historie
Halu postavil architekt Victor Baltard v letech 1867–1868 jako stavbu s kovovou konstrukcí na místě šibenice Montfaucon. Tržnice byla otevřena 4. února 1868. V roce 1982 byla zapsána mezi historické památky. V roce 2009 byla hala prodána soukromé společnosti SAS Secrétan, která získala stavební povolení. Tržnice byla uzavřena v roce 2013 a proběhla rozsáhlá přestavba – vyhloubení suterénu pro komerční využití, rekonstrukce přízemí (také pro komerční využití) a výstavba částečného prvního patra. Mezi zářím 2015 a únorem 2016 zahájily v hale provoz posilovna, obchod s oděvy, supermarket, restaurace a pivnice. Během rekonstrukce byly některé zdi haly nahrazeny skleněnými bloky a byla přestavěna střecha.